# Caldera de Bandama
La Caldera de Bandama es una caldera volcánica de grandes dimensiones y paredes escarpadas, situada en el noreste de la isla de Gran Canaria (Canarias, España). Conjuntamente con el Pico de Bandama conforma el monumento natural de Bandama,
que a su vez pertenece al paisaje protegido de Tafira.
Fue originada por un proceso volcánico de naturaleza explosiva que pudo haberse iniciado entre hace 4000 y 5000 años. Estudios recientes, por datación de C14 de restos de madera carbonizada bajo una colada, indican que la última erupción tuvo lugar hace aproximadamente 1970 años, pudiendo ser la erupción más reciente de Gran Canaria. 

## Toponimia
El nombre de Bandama proviene de un comerciante flamenco del siglo xvi llamado Daniel Van Damme, quien vivió en Gran Canaria y compró los terrenos que ocupan la caldera para destinarlos al cultivo de la vid.

## Situación y acceso
La Caldera de Bandama se localiza en el espacio de Bandama, entre los municipios de Santa Brígida, Las Palmas de Gran Canaria y Telde, en la isla de Gran Canaria, España. Se puede acceder al Pico de Bandama por carretera, que dispone de transporte público regular. La bajada al interior de la caldera se realiza a pie, por una corta pendiente que puede resultar algo resbaladiza, por lo que se recomienda ir con calzado adecuado para caminar sobre terreno volcánico. También existe un sendero que recorre sus bordes superiores.

## Protección

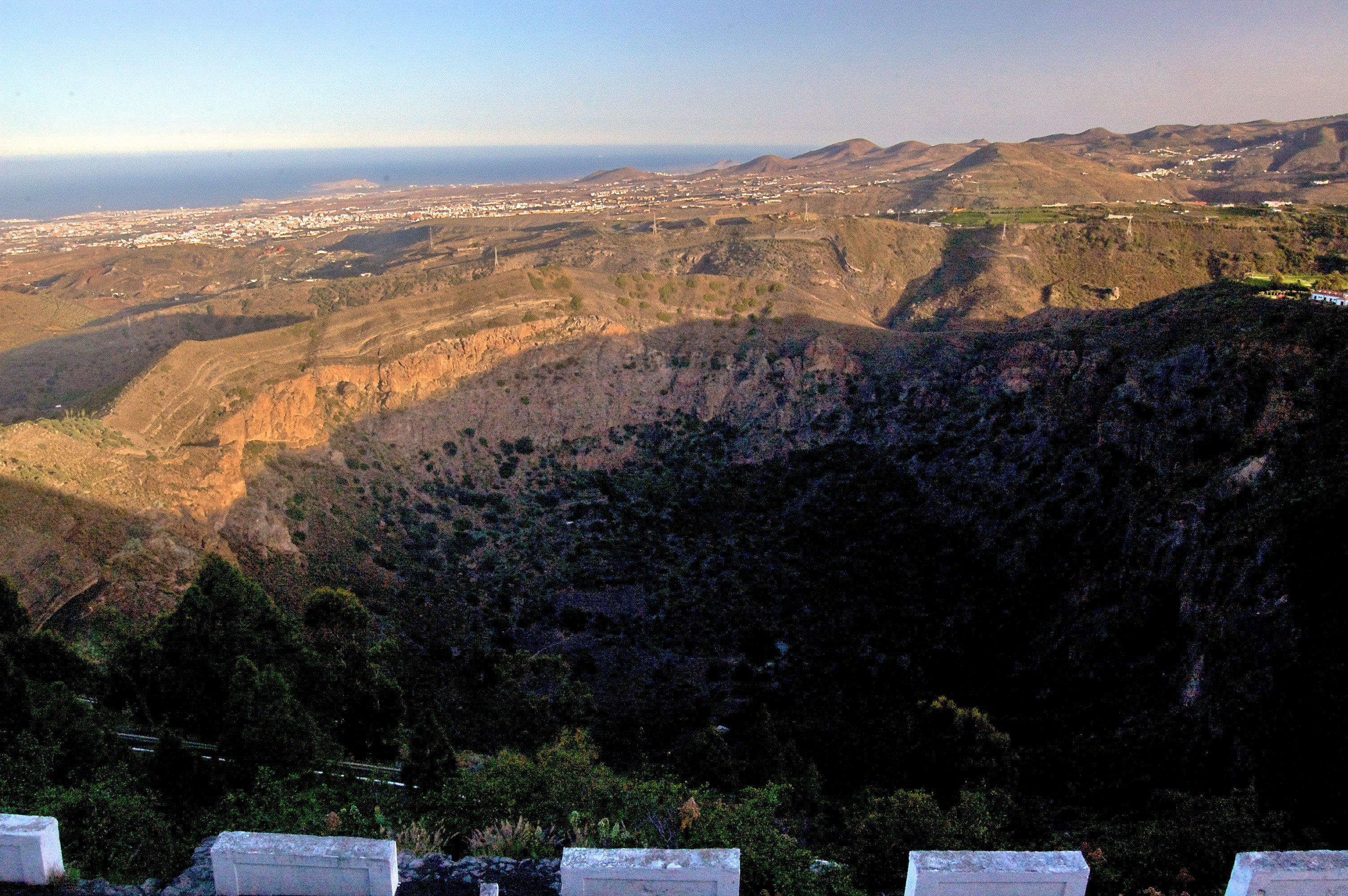
Vista de la Caldera

Este espacio fue declarado el 19 de junio de 1987 como paraje natural de interés nacional de Bandama y reclasificado el 19 de diciembre de 1994 como monumento natural. Además es, por definición, área de sensibilidad ecológica.

## Geografía

### Topografía
La Caldera de Bandama se encuentra ubicada en el espacio de Bandama, cuyo punto más elevado es la Cruz de la Atalaya (706 metros) y se extiende entre los barrancos de Las Goteras y del Guiniguada, descendiendo en dirección noreste hasta la costa. Este espacio fue formado durante más de 9 millones de años, hasta hace aproximadamente 5000 años, donde comenzaron los últimos procesos volcánicos que dieron lugar a la caldera y el volcán Pico de Bandama. Este espacio está constituido por formas suaves como lomos, tabladas, rellanos y valles de vertientes tendidas, y donde las elevaciones son fruto de los volcanes de su último ciclo eruptivo.
Esta caldera de explosión tiene unos 216 metros de profundidad y un diámetro de alrededor de mil metros. Está situada a unos 574 metros de altitud, y es una de las calderas de explosión más grandes de Canarias. El Pico y la Caldera de Bandama constituyen un conjunto de gran valor científico; siendo declarados por el Instituto Tecnológico Geominero de España como Punto de Interés Geológico.

### Geología
La formación de la Caldera de Bandama es paralela a los procesos volcánicos y erosivos que han formado la isla de Gran Canaria, y que configuraron el espacio conocido como "Bandama". Este espacio tiene un estrato inferior formado por coladas y piroclastos de naturaleza fonolítica, y se formaron durante el Mioceno (de 12,5 a 9,6 millones de años). El segundo estrato se forma por paquetes sedimentarios que forman parte de la Formación Detrítica de Las Palmas. El tercer estrato lo forman mantos de brechas volcánicas del segundo proceso eruptivo de Gran Canaria, denominado comúnmente como "Roque Nublo" (de 4,5 a 3,4 millones de años). Sobre su base se formaron desde el Pleistoceno Inferior al Medio (1,7 a 0,5 millones de años) una serie de valles que fueron cubiertos y suavizados por un extenso manto piroclástico. El proceso erosivo formó los barrancos actuales, mientras que, a finales del Pleistoceno Inferior y durante el Medio tuvo lugar un vulcanismo de naturaleza basáltica y mecanismos eruptivos estrombolianos que edificó conos volcánicos en los alrededores de la caldera. Hace 4000-5000 años finalmente tuvo lugar una erupción fisural múltiple que provocó la formación de la caldera tal y como se puede observar en la actualidad.
La formación de la caldera propiamente dicha comenzó con una grieta de orientación noreste de 1,5 kilómetros de longitud, provocada por la presión ejercida por el ascenso del magma. Se forma un manto de piroclastos (picones) en torno a la misma, y comienza una actividad volcániza centrada en dos puntos. Por un lado, en su lado norte, se produce una actividad stromboliana, creando un cono de cenizas y piroclastos que irán ampliando un cono volcánico (Pico de Bandama) cada vez más cubierto por picón. Por otro lado, en el extremo sur se produce una combinación de procesos strombolianos con otros de naturaleza freatomagmática, al entrar en contacto grandes cantidades de agua con el magma, que producirá brechas como consecuencia de violentas explosiones, formando la caldera. El cauce del próximo barranco de Las Goteras queda colapsado por los materiales de las explosiones. 
Posteriormente el cono volcánico del norte comenzará a emitir una colada de lavas basálticas, que incluyen grandes bloques erráticos en suspensión y atraviesa el valle de Los Hoyos hasta llegar al valle de Marzagán. El incremento en el volumen y la altura del cono volcánico norte formará una pared con la actividad volcánica que genera la caldera, que va ganando a su vez diámetro y profundidad. Este proceso termina por alcanzar los mantos de rocas (fonolitas y aglomerados del periodo Roque Nublo) que forman el subsuelo de la misma, provocando un colapso tras haberse formado el cono volcánico (Pico de Bandama), abierto una caldera de explosión sobre la antigua loma y vaciado una probable cámara magmática somera. Este suceso supone el fin de la actividad eruptiva en la zona. A partir de entonces, la erosión provocó el retroceso de las paredes, formando torrentes y rajones de erosión que crecen en las fracturas ya existentes. Muchas cuevas se forman por procesos de taffonización, así como taludes provocados por desprendimientos y procesos de vertientes como reptación, movimientos en masa, solifluxiones, acarcavamientos y arroyadas difusas.

### Flora
La flora de la Caldera de Bandama está adaptada a un clima con pocas precipitaciones invernales y largas temporadas secas durante el verano, así como una fuerte presión antropomórfica que ha condicionado su expansión. Situada en el pasado en el bosque termófilo denominado "Monte Lentiscal", actualmente se pueden localizar varias especies arbóreas, como los lentiscos (Pistacia lentiscus), acebuches (Olea cerasiformis), palmeras (Phoenix canariensis), dragos (Dracaena draco), sabinas (Juniperus phoenicea), almácigos (Pistacia atlantica), mocanes (Visnea mocanera), marmolanes (Sideroxylon canariense), etc. 
Entre su flora también existen endemismos canarios, como puedan ser guaydiles (Convolvulus floridus), orobales (Whitania aristata), tajinastes (Echium callithyrsum) y malvas de risco (Lavatera acerifolia), entre otras. Además posee una variada flora liquénica.
Existen indicios en el pasado de la presencia de especies más propias del monte-verde, como puedan ser los laureles (Laurus nobilis y Laurus barbusana), así como madroños canarios (arbutus canariensis), entre otros, gracias a la mayor retención de humedad que provoca la caldera.

## Historia

### Primeros asentamientos (?-xv)
Existe un yacimiento arqueológico en la pared norte de la caldera, denominado "Cueva de los Canarios", un gran silo, empleado por los antiguos canarios como almacén de alimentos. Ya fuera del ámbito de la caldera existen otros yacimientos como los de La Atalaya, La Matanza, Jinamar, Montaña de Riquiánez, Las Meleguinas y el asentamiento de Satautejo (cercano a la actual Villa de Santa Brígida). 
La gran capacidad de almacenaje de la Cueva de Los Canarios hace suponer dos hipótesis. Por un lado existe la posibilidad de que el uso de la madera en las zonas limítrofes al centro alfarero de La Atalaya les permitiera disponer de terrenos aptos para la agricultura. Por otro lado, es posible que parte de ese grano fuera obtenido mediante el sistema de trueque.
El descubrimiento de una piedra de molino de los antiguos canarios debajo de los picones de Bandama hacen suponer que los habitantes prehistóricos de Gran Canaria pudieron conocer la última erupción volcánica en Bandama hasta la fecha. 

### La conquista castellana y la explotación del Monte Lentiscal (xv-xvi)
Antes de la llegada de los europeos a Gran Canaria y su incorporación en 1487 a la Corona de Castilla, un gran bosque termófilo dominaba el paisaje del Pico y la Caldera de Bandama, que si bien eran usados por los antiguos canarios, no llegaron a alcanzar grados de explotación que transformaran el entorno. Con la llegada de los conquistadores el uso del espacio se transforma radicalmente, merced de la apropiación, necesidades energéticas y superior tecnología para modificar el espacio natural. El asentamiento del Real de Las Palmas convierte al "Monte Lentiscal" en la principal fuente de energía, factor que se intensificó con la construcción de los ingenios azucareros en Telde. La tala se destinó originalmente hacia la construcción, leña, carbón y para alimentar las calderas de la incipiente industria azucarera. 
Con la llegada de los conquistadores y la conquista de Gran Canaria se introduce en la zona un sistema colonial basado en el "realengo". Mediante este sistema de propiedad pública del suelo se permite el uso comunal del espacio por parte de los colonos, regulados por las Ordenanzas del Cabildo. En 1531 el Concejo de Gran Canaria lanza las primeras medidas proteccionistas debido al terrible deterioro al que está sometido el espacio. Otro factor a tener en cuenta fue el rápido desarrollo de los caminos que comenzarían a unir el noreste de la isla. Desde el Real de Las Palmas se trazan caminos hacia el interior, donde se atraviesa el bosque y se establecen rutas hacia lo que hoy sería Santa Brígida o hacia Telde. Caminos secundarios como el de Los Lirios cruzarían los bordes del Pico de Bandama hacia La Atalaya. Estos caminos asentarían la sustitución de especies propias del lugar por otras de utilidad agraria, provocando una radical transformación del paisaje. Con la aparición de los terrenos de cultivo se desarrolla una red de canales de agua (acequias) cada vez más importante, así como la introducción del pastoreo con cabras.
A partir del siglo xvi comienza el fin del sistema de realengo, donde las tierras eran propiedad de la corona, quien la arrendaba a través del Cabildo insular. Poco a poco el Cabildo comienza a vender las tierras pertenecientes al espacio de Bandama a diferentes propietarios. Esta nueva política generó conflictos entre los dueños de explotaciones agrícolas (partidarios de la privatización) frente a los ganaderos (partidarios de mantener el carácter público del monte). Existen testimonios de la época donde se afirma que los aspirantes a comprar terrenos ilegalmente destruían el bosque para justificar su cultivo. Asimismo existen documentos que demuestran cómo las explotaciones agrícolas fueron aumentando ilegalmente de tamaño, así como la aparición de la usurpación de la tierra.  
A finales del siglo xvi Daniel Van Damme adquiere los terrenos e introduce el cultivo de la vid en las faldas piroclásticas de la caldera desde que comenzara el interés por la explotación de esta zona un siglo antes. Será el pionero en el cultivo de la vid en zonas cubiertas por piroclastos. En este momento, tanto la Caldera de Bandama como el Pico formaban el corazón de un bosque en claro retroceso, al ser el sector más quebrado y húmedo del mismo.

### La privatización de la tierra y la deforestación (xvii-xviii)
El proceso destructivo al que fue sometido el bosque Monte Lentiscal supuso también la introducción de la erosión antropomórfica, al degenerar los suelos deforestados, que eran desplazados por los torrentes de agua, a mediados del siglo xvii. La fundación de la Real Sociedad Económica de Amigos del País en el último tercio del siglo xvii inicia las primeras tendencias proteccionistas con respecto a lo que queda del Monte Lentiscal, aplicándose moratorias en la tala y las primeras reforestaciones (si bien su filosofía original no estaba tanto en recuperar el paisaje anterior como el de volver a ser una fuente de recursos para los habitantes).
A finales del siglo xviii los escarpes de la caldera serán los únicos vestigios del antiguo bosque, que ya nunca recuperaría su esplendor. Gracias a la inaccesibilidad de los riscos y al alto grado de taffonización y diaclasamientos verticales muchas semillas y brizales han supuesto el sustento para la supervivencia de la riqueza florística que la caldera ostenta en la actualidad.

### La industria del vino (xix-xx)

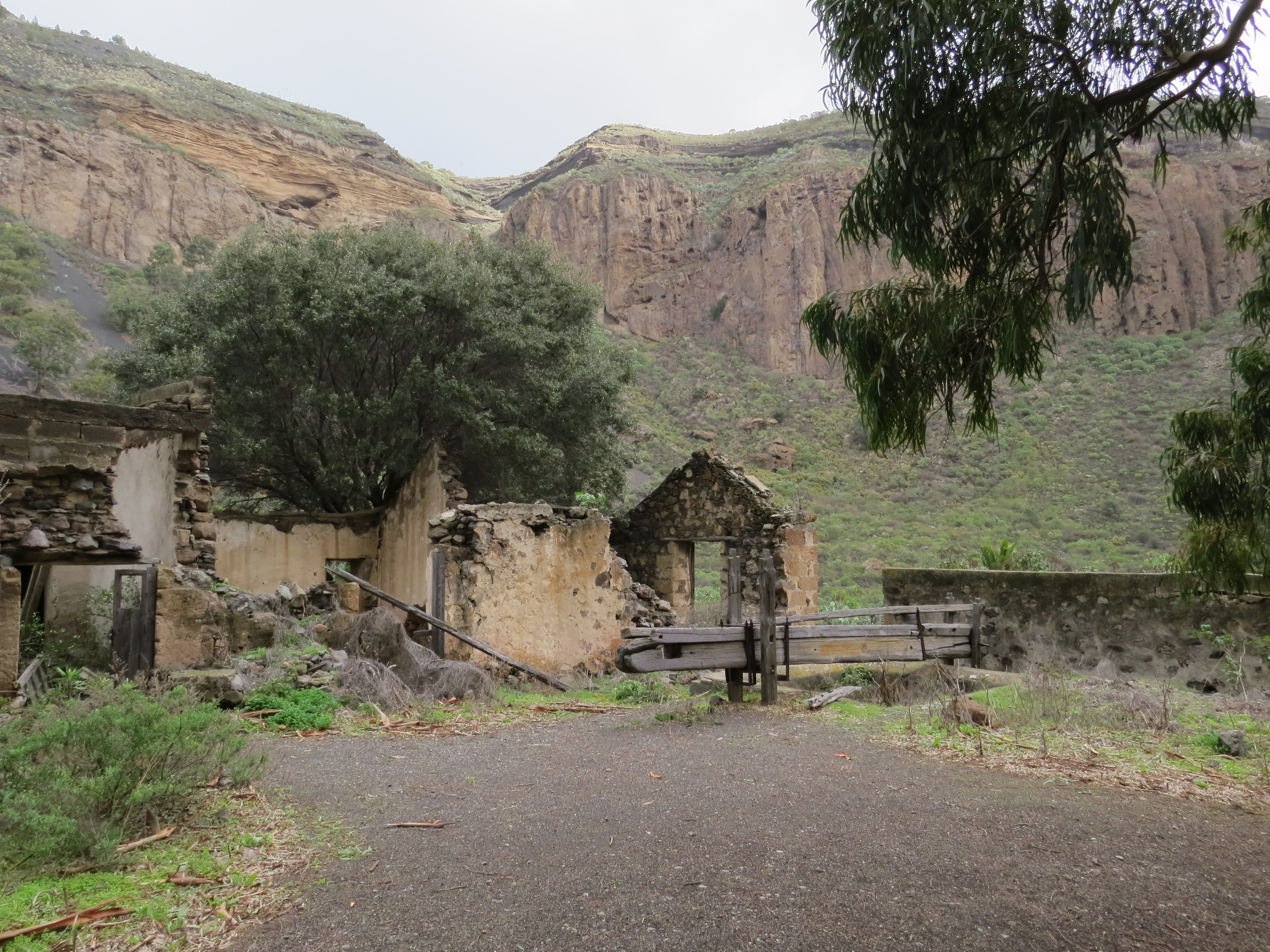
Ruinas de un lagar en el fondo de la caldera.

A principios del siglo xix prácticamente se ha completado el proceso de privatización y se inicia junto a otros propietarios de la zona una explotación de vinos que alcanzaría su apogeo durante ese siglo.
Las graves dificultades económicas por las que atravesaba el Cabildo convirtieron el proceso de venta en una subasta donde los grandes propietarios salieron francamente beneficiados, comprando a precios accesibles grandes extensiones de tierra. Durante todo el principio del siglo xix el carácter público de la tierra pasó a manos privadas, un fenómeno que no sólo afectó a la caldera y al pico, sino principalmente a toda el espacio que hoy conocemos por Bandama. 
El siglo xx, principalmente desde su segunda mitad, supone el abandono de la explotación vinícola, tras periodos de sequía, cambios tecnológicos y competencia de otros vinos. A su vez, este siglo estará marcado por el sustancial incremento de la población que afectó a todo el antiguo bosque, siendo la caldera y el pico los únicos supervivientes de un paisaje natural urbanizado. 

### La caldera en la actualidad (xx-xxi)
Entre los años 1960 y 70 el Cabildo de Gran Canaria adquiere la caldera, lo que permite un cese de la actividad de explotación y por tanto una recuperación de la vegetación, que había sobrevivido refugiada en sus paredes, comenzando un lento avance que continúa en la actualidad. Durante este periodo se produce un desmantelamiento del tejido agrario preexistente. La expansión demográfica de Las Palmas de Gran Canaria provoca que todos los alrededores del Pico y la Caldera de Bandama hayan sido usados para la construcción de viviendas y urbanizaciones residenciales, dada la franca decadencia de la explotación agrícola y la fragmentación de las propiedades por parte de los herederos de grandes extensiones de tierra. 
Durante la década de 1980 se produce un auge definitivo de la urbanización, que alcanza cotas insostenibles para la preservación del paisaje, con la connivencia tanto del municipio de Las Palmas de Gran Canaria como del de Santa Brígida. A pesar de las leyes proteccionistas puestas a cabo por las autoridades, éstas se han demostrado inefectivas por la falta de control para evitar su incumplimiento.